# FALKO (Forschungsprojekt)
FALKO ist ein interdisziplinäres Forschungsprojekt, an dem Fachdidaktiken und Pädagogik der Universitäten Regensburg, Augsburg, Erfurt und Passau beteiligt sind. Das Team befasst sich mit professionellem Wissen von Sekundarstufen-Lehrkräften und knüpft dabei an Vorarbeiten des Projekts COACTIV des Max-Planck-Instituts für Bildungsforschung an. Zentraler Bestandteil der bisherigen Arbeit war die gemeinsame Entwicklung fachspezifischer Professionswissenstests für die Unterrichtsfächer Deutsch, Englisch, Evangelische Religion, Latein, Musik und Physik. Das Akronym FALKO steht dabei für „Fachspezifische Lehrerkompetenzen“.

## Beteiligte
FALKO wurde initiiert von Stefan Krauss (Universität Regensburg, Didaktik der Mathematik) und Anita Schilcher (Universität Regensburg, Didaktik der deutschen Sprache und Literatur). Weitere Beteiligte sind Michael Fricke (Religionspädagogik und Didaktik des Religionsunterrichts), Anja Göhring und Anja Schödl (Naturwissenschaft und Technik mit Schwerpunkt Physik), Sven Hilbert (Professur für Methoden der empirischen Bildungsforschung), Alfred Lindl (Empirische Bildungsforschung und Lateindidaktik) und  Harald Kloiber (Lateindidaktik), Regina H. Mulder, Susanne Sauer und Franziska Kempka (Pädagogik), Johannes Wild (Didaktik der deutschen Sprache und Literatur), Oliver Tepner (Chemiedidaktik), Jochen Kirchhoff (Geschichtsdidaktik, Universität Erfurt), Petra Kirchhoff (Fachdidaktik Englisch, Universität Erfurt), Markus Pissarek (Didaktik der deutschen Sprache und Literatur, Universität Passau), sowie Bernhard Hofmann und Gabriele Puffer (Musikpädagogik, Universität Augsburg).

## Forschungsanliegen
Erstes Ziel des Projekts war die Entwicklung valider Testinstrumente zur Erfassung domänenspezifischen Professionswissens von Lehrkräften der Sekundarstufe I sowie von Studierenden aus entsprechenden Studiengängen. Dabei wurden erstmals auch gering strukturierte Domänen wie die Unterrichtsfächer Religion, Latein und Musik einbezogen. Ein gemeinsames theoretisches und formales Rahmenmodell sollte sowohl das Untersuchen fachspezifischer Zusammenhänge und Entwicklungsverläufe ermöglichen als auch das Prüfen fächerübergreifender Zusammenhangs- und Unterschiedshypothesen.

## Theoretischer Rahmen
Basis der Arbeit war eine gemeinsame theoretische Konzeptualisierung von Fachwissen und fachdidaktischem Wissen von Lehrkräften, die in Anlehnung an die Wissenstaxonomie Lee Shulmans und deren Modellierung in der COACTIV-Studie vorgenommen wurde. Beide Wissensfacetten wurden für die Unterrichtsfächer Deutsch, Englisch, Latein, Physik, Musik und Evangelische Religion domänenspezifisch operationalisiert. Fachwissen ist dabei als vertieftes Wissen über Inhalte entsprechender schulischer Curricula abgebildet. Fachdidaktisches Wissen wird in drei Facetten konzeptualisiert: Wissen über fachbezogene Kognitionen von Schülern; Wissen über fachspezifische Instruktionsstrategien; Wissen über das Potenzial von Aufgabenstellungen und Unterrichtsmaterialien.

## Methodik

### Testkonzeption
Für jedes beteiligte Unterrichtsfach wurde ein domänenspezifischer Professionswissenstest entwickelt (Papier-und-Bleistift-Test mit ca. 90 Minuten Dauer, davon 30 Minuten für den Testteil „Fachwissen“ und 60 Minuten für den Testteil „Fachdidaktisches Wissen“).

### Validierungsstudie
In die Validierungsstudie gingen Daten von insgesamt N = 1144 Studierenden (n = 601) und Lehrkräften (n = 543) ein, die vorwiegend in Bayern erhoben wurden. Für transdisziplinäre Metaanalysen konnten außerdem auch neue Daten aus der COACTIV-Studie berücksichtigt werden, so dass insgesamt eine Datenbasis von N = 1594 Personen vorlag. Unter ihnen befanden sich 741 Lehrkräfte (54,0 % weiblich), die entweder an einer nichtgymnasialen Bildungseinrichtung (241 Personen) oder an einem Gymnasium (499 Personen) unterrichteten (durchschnittliche Berufserfahrung: 12,24 Jahre, SD = 10,35; range 0,5–40). Zudem nahmen 853 Lehramtsstudierende (64,9 % weiblich) an der Untersuchung teil (angestrebter Studienabschluss nichtgymnasiales Lehramt: n = 347, gymnasiales Lehramt: n = 498 Personen; mittlere Studienerfahrung: 6,57 Semester, SD = 3,16; range 1–14).
Um einen Diskurs auf breiter Ebene über Methodik und Ergebnisse zu ermöglichen, wurden sämtliche Testitems online veröffentlicht.

## Ergebnisse
Im Rahmen von FALKO gelang es erstmals, ausgehend von einem gemeinsamen theoretischen Rahmenmodell Professionswissen von Lehrkräften für eine große und heterogene Zusammenstellung von Schulfächern bis auf Facettenebene gemeinsam zu konzeptualisieren und in reliable und valide Testinstrumente umzusetzen. Damit sind nun auch für gering strukturierte Domänen erstmals interdisziplinäre Vergleiche möglich.
Metaanalysen auf Grundlage der FALKO-Gesamtstichprobe (N = 1594) ergaben unter anderem folgende Befunde:
- Gymnasiale Lehrkräfte haben über alle Unterrichtsfächer hinweg im Vergleich zu nicht-gymnasialen einen erheblichen Vorsprung im Fachwissen; ebenso verhält es sich bei den Studierenden.[5]
- Studierende gymnasialer Lehrämter erreichten in den FALKO-Fachwissenstests durchschnittlich dasselbe Niveau wie nichtgymnasiale Lehrkräfte mit abgeschlossener Berufsausbildung.[5]
- Im gymnasialen wie im nichtgymnasialen Bereich verfügen Lehrkräfte über deutlich mehr fachdidaktisches Wissen als Studierende.[5]
- Die Ergebnisse konfirmatorischer Faktorenanalysen stützen für alle beteiligten Fächer Lee Shulmans theoretische Annahme, es handle sich bei Fachwissen und fachdidaktischem Wissen um zwei zu trennende, aber nicht völlig disjunkte Wissenskonstrukte.[4][5]
- Zudem konnte im Rahmen von Mehrebenen-Analysen ein zentrales Resultat der COACTIV-Studie für die an FALKO beteiligten Fächer generalisiert werden: Der Entwicklungsraum des fachdidaktischen Wissens wird offenbar vom verfügbaren schulnah modellierten Fachwissen determiniert.[5] Dies unterstreicht die Bedeutung einer soliden unterrichtsnahen fachwissenschaftlichen Ausbildung in allen Lehramtsstudiengängen, ohne die Relevanz einer gründlichen fachdidaktischen Ausbildung zu schmälern.

Insbesondere der letzte Befund wirft erneut eine Frage nach Bildungsgerechtigkeit auf, die bereits von anderen Forschenden gestellt wurde: Nichtgymnasiale Lehrkräfte erwiesen sich hinsichtlich ihres Professionswissens in allen FALKO-Fächern durchschnittlich als weniger kompetent als ihre gymnasialen Kollegen. Gerade die nichtgymnasialen Lehrkräfte arbeiten aber meist mit schwächeren Schülern, die in besonderer Weise auf einen lernwirksamen Unterricht und damit auf besonders gut ausgebildete, fachwissenschaftlich wie fachdidaktisch kompetente Lehrkräfte angewiesen sind. In der COACTIV-Studie wurde dieser Umstand als einer jener Faktoren identifiziert, die maßgeblich für die ungewöhnlich breite Leistungsstreuung deutscher Schüler am Ende der Pflichtschulzeit verantwortlich sein könnten.

## Folgeprojekte
An die Arbeit der FALKO-Forschungsgruppe knüpfen mehrere Folgeprojekte an.

### FALKE 1 (2015–2019)
Das Akronym FALKE steht für „Fachspezifische Lehrerkompetenzen im Erklären“. Das Projekt FALKE 1 war ein Teilprojekt von KOLEG („Kooperative Lehrerbildung gestalten“) an der Universität Regensburg.
KOLEG wurde im Rahmen der gemeinsamen Qualitätsoffensive Lehrerbildung von Bund und Ländern mit Mitteln des Bundesministeriums für Bildung und Forschung (BMBF) gefördert. Forschende aus insgesamt 13 Disziplinen gingen der Frage nach, wie Angehörige verschiedener Statusgruppen (Schülerinnen und Schüler, Lehramtsstudierende, berufserfahrene Lehrkräfte und Fachdidaktiker) die Qualität von Erklärungen zu typischen Inhalten der beteiligten Unterrichtsfächer beurteilen. Dazu wurden Videovignetten mit fachtypischen Erklärsituationen erstellt und mit Hilfe von Online-Fragebögen bewertet. Neben fachdidaktischen Kriterien wurden auch die sprachliche und sprecherische Qualität der Erklärsequenzen beurteilt. Das Design ermöglichte es, varianzanalytisch zu klären, welche Kriterien die wahrgenommene Erklärqualität besonders stark beeinflussen.

### FALKE 2 (2019–2023)
Das Projekt FALKE 2 ist ein Teilprojekt von KOLEG2 („Kooperative Lehrerbildung gestalten 2“) an der Universität Regensburg und wird im Rahmen der 2. Förderphase der Qualitätsoffensive Lehrerbildung vom BMBF gefördert. Der Fokus liegt auf der Reflexion unterrichtlicher Erklärpraktiken. Teil des Projekts ist ein neu entwickeltes Lehrformat, bei dem Studierende in einem Lernlabor unterrichten und anschließend ihre Erklärungen anhand von videografierten Mitschnitten reflektieren und verbessern. Zur Messung der Lernzuwächse wird ein Instrument entwickelt, das die Erklärqualität objektiv, reliabel und valide messen soll. Als ein wichtiges Qualitätskriterium soll der Wissenszuwachs der Schüler erhoben werden.

### FALKE digital (2020–2023)
Das Projekt FALKE digital ist ein Teilprojekt von L-DUR („Lehrerbildung Digital an der Universität Regensburg“) und wird im Rahmen der 3. Förderphase der Qualitätsoffensive Lehrerbildung vom BMBF gefördert. Untersucht wird die Wirksamkeit von Erklärvideos auf die Lernleistung von Kindern und Jugendlichen.

### FALKO-PV (2021–2026)
„FALKO-PV“ steht für „Fachspezifische Lehrkraftkompetenzen – Prädiktive Validierung von Professionswissenstests für Lehrkräfte in sechs Unterrichtsfächern“. Das interdisziplinäre Forschungsprojekt wird als Nachwuchsforschungsgruppe vom BMBF gefördert. Untersucht wird die Vorhersagekraft des Professionswissens von Lehrkräften auf die Unterrichtsqualität in sechs Schulfächern (Deutsch, Englisch, Evangelische Religion, Latein, Mathematik und Musik). Als Indikatoren für die Unterrichtsqualität werden die Basisdimensionen Klassenführung, kognitive Aktivierung und konstruktive Unterstützung sowie der Lernzuwachs der Schüler herangezogen. Damit wird die Wirkungskette von der Kompetenz der Lehrkraft bis hin zum Lernerfolg von Kindern und Jugendlichen erstmals empirisch überprüft. Zusätzlich kann untersucht werden, inwieweit die drei Basisdimensionen von Unterrichtsqualität gleichermaßen für alle Unterrichtsfächer relevant sind und ob es weitere grundlegende, aber fachspezifische Qualitätskriterien gibt. Ein erstes Produkt des Projekts ist eine Web-App, mit deren Hilfe Lehrkräfte die Qualität ihres Unterrichts durch ihre Schüler evaluieren lassen können.